# Cyphia stenopetala
Cyphia stenopetala är en klockväxtart som beskrevs av Friedrich Ludwig Diels. Cyphia stenopetala ingår i släktet Cyphia, och familjen klockväxter. Inga underarter finns listade i Catalogue of Life.